# پودولسکی (باشقیرستان)
پودولسکی (انگلیسی: Podolsky, Republic of Bashkortostan) یک شهرک در شهرستان ایگلینسکی استان باشقیرستان کشور روسیه است.